# Socorro Popular
Socorro Popular (SOPO) fue un organismo generado del Partido Comunista del Perú - Sendero Luminoso (PCP-SL). Fue el brazo jurídico de la organización terrorista, que se encargó de defender a las personas acusadas del delito de terrorismo o pertenencia a Sendero Luminoso en los juicios realizados en su contra, además de proporcionar apoyo logístico a la organización subversiva y asistencia médica.

## Historia
Dirigido por Yovanka Pardavé Trujillo, Socorro Popular se articuló con los acuerdos alcanzados en el IX Pleno Ampliado del PCP-SL de 1979, como parte de las organizaciones civiles que sirvieran de frente único y captación de población para la organización subversiva.
En 1985, los miembros del SOPO se dividieron en dos bandos tras el acuerdo mediante el cual los organismos generados debían servir a la guerra popular prolongada del PCP-SL, para algunos miembros del SOPO, este organismo generado debía militarizarse mientras que para otros no. Para finales de 1986, la línea que optaba por militarizar el organismo generado se impuso definitivamente y se empezó a crear destacamentos armados sin dejar de lado su papel en la defensa de los terroristas procesados. Con la concretización del Plan Piloto del Movimiento Revolucionario de Defensa del Pueblo (MRDP), el SOPO se convertiría en aparato central del PCP-SL y desplazaría en importancia al Comité Metropolitano (METRO), otro organismo del PCP-SL. El SOPO se encargaría de realizar atentados terroristas. Finalmente fue desarticulado por el GEIN a través de las operaciones Ancón y Palacio en 1991. Tras la captura de Pardavé, el SOPO pasó a ser dirigido por Martha Huatay. En 1992, Huatay fue capturada y la organización fue desarticulada.